# Shabeellaha Dhexe
Shabeellaha Dhexe ou Šabēllaha Đexe (Médio Shabelle) é uma região da Somália, sua capital é a cidade de Joar.
Durante a guerra civil da Somália, Médio Shabelle, localizada próxima a Mogadíscio e ao longo do Oceano Índico, foi um campo de batalha constante e mudou de mãos muitas vezes. Grande parte da região esteve sob controle do grupo islâmico radical al-Shabab, que está sendo combatido pelas forças governamentais e aliadas, até agosto de 2014 quando foi lançada a Operação Oceano Índico, organizada pelas forças pró-governamentais.
A região de Médio Shabelle formou o Estado de Hirshabelle em 2016, que se considera um estado autônomo dentro da Somália, conforme definido pela Constituição Provisória da República Federal da Somália.
A região é considerada uma das mais férteis da Somália e foi a primeira a ter múltiplas fábricas abertas, como uma fábrica de açúcar e roupas. Era também a principal fonte de alimentos cultivados localmente antes da guerra civil. Em 2007, porém, os conflitos e o afluxo de deslocados internos da sitiada Mogadíscio levaram a uma deterioração da situação alimentar na região, que era tradicionalmente considerada um “celeiro do país”.
Atualmente, a região abriga a produção pecuária, a agricultura irrigada e de sequeiro e a pesca, com uma precipitação anual entre 150 e 500 milímetros. Cobrindo uma área de aproximadamente 60.000 quilômetros quadrados, a região possui um litoral de 400 quilômetros no Oceano Índico. O rio Shabelle atravessa a região por 150 quilômetros.

## Distritos
Shabeellaha Dhexe está dividida em 6 distritos:
- Aadan Yabaal
- Balcad
- Cadale
- Joar (capital)
- Mahadaay Weyn
- Warsheikh